# Ascensión (kommun)
Ascensión är en kommun i Mexiko.   Den ligger i delstaten Chihuahua, i den nordvästra delen av landet, 1 600 km nordväst om huvudstaden Mexico City. Antalet invånare är 23 975. Arean är 11 000 kvadratkilometer.
Terrängen i Ascensión är huvudsakligen kuperad, men österut är den platt.
Följande samhällen finns i Ascensión:
- Ascensión
- Puerto Palomas
- Guadalupe Victoria
- El Bismarck
- Entronque
- Colonia Modelo
- Colonia el Sabinal Campo Número Siete
- La Sombra de Cuauhtémoc